# Hydatophylax koizumii
Hydatophylax koizumii là một loài Trichoptera trong họ Limnephilidae. Chúng phân bố ở miền Cổ bắc.